# Герб Бахмутского района
Герб Бахмутского района — официальный символ Бахмутского района Донецкой области, утвержденный решением №3/16-1 сессии районного совета от 17 июля 2001 года.

## Описание
Щит пересечен дважды в лазурное, зелёное и чёрное поля. На пересечении первых двух полей расположен золотой круг Солнца с восемью лучами в виде колосьев. В центре чёрного поля — серебряный знак соли. Щит окаймлён венком из веток яблони, окутанным лазурной лентой с золотой надписью «Артемовский район» (старое название района).
Автор — А. Недоризова, компьютерная графика — В. М. Напиткин.